# Vijfde ziekte

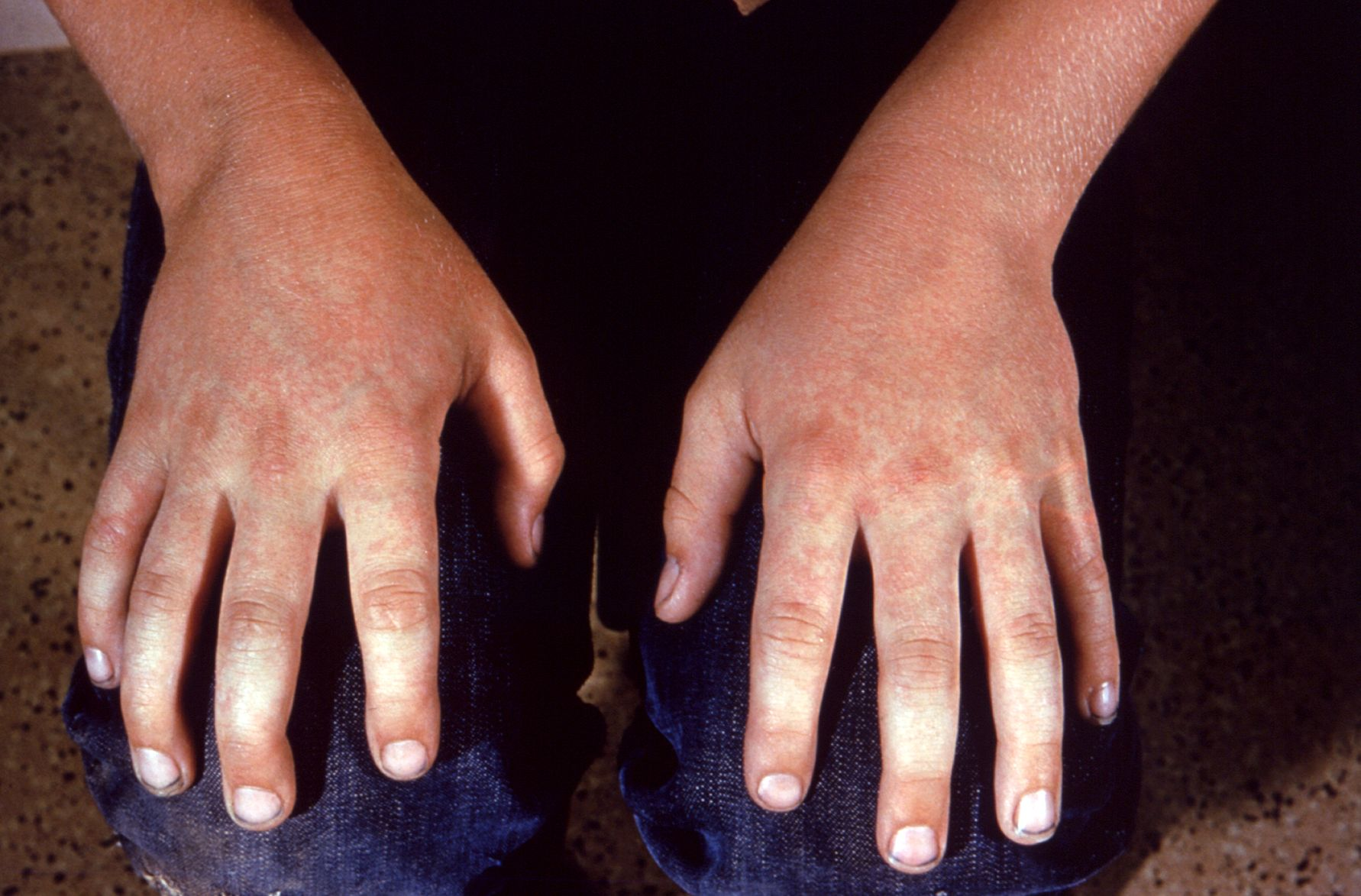
Handen van een kind met de vijfde ziekte

De vijfde ziekte (erythema infectiosum) is een kinderziekte die wordt veroorzaakt door parvovirus B19. De incubatietijd is zeven tot twaalf dagen. Ongeveer 60% van de volwassenen is tegen de ziekte beschermd, omdat zij deze al hebben doorgemaakt in het verleden. De symptomen zijn vrij onschuldig.

## Symptomen
Het kind krijgt kleine en grote vlekjes door elkaar, soms iets verheven boven de normale huid en felrood van kleur, eerst in het gezicht, dan op billen, armen, benen en romp. De huid gloeit en voelt warm aan. De vlekjes kunnen jeuken. Het kind kan hangerig zijn en lichte verhoging hebben. Vlekjes verbleken in vier tot zes dagen. Meestal wordt het kind nauwelijks ziek. Het kind krijgt regelmatig ook gewrichtsklachten aan polsen, rug en knieën. De rode vlekken kunnen een hevig branderig gevoel van binnenuit geven, waarvoor pijnstillers gegeven kunnen worden. Oorzakelijke behandeling is niet mogelijk. De uitslag is na vijf tot negen dagen weer weg, maar kan onder invloed van warmte, kou, inspanning of stress weer terugkomen.
Ook volwassenen kunnen de ziekte doormaken, indien dit niet op de kinderleeftijd gebeurde. De klachten zijn dan vooral gewrichtsontsteking, vaak in de vingers. Dit geeft aanleiding tot op reuma lijkende klachten van de handen en kan maanden aanhouden.
De ziekte kan – ook door artsen – gemakkelijk worden verward met andere vlekjesziekten. Zekerheid is alleen te krijgen door gepaard serologisch onderzoek. Hierbij worden antistoffen uit de IgM- en de IgG-klasse gemeten. IgG-antistoffen duiden op een infectie in het verleden, IgM-antistoffen passen bij een manifeste infectie. Dit onderzoek wordt voornamelijk uitgevoerd tijdens de zwangerschap, maar ook in de diagnostiek van gewrichtsontsteking.

## Besmetting
De ziekte kan als epidemie verlopen en enige tijd aanhouden. Het virus verspreidt zich door middel van kleine vochtdruppeltjes, uit de neus- en keelholte van het zieke kind, die door de lucht zweven.
De drager is besmettelijk in de week voorafgaand aan de ziekte. Hierna niet meer. De incubatietijd is ongeveer tien dagen. De ziekte verloopt vaak onopgemerkt.

## Maatregelen
- De school van het kind wordt ingelicht. De school zal de ziekte meestal melden bij de GGD (Nederland) of het CLB (België) om het verdere beleid te bepalen.
- De school zal ruimtes waar het zieke kind verbleef ventileren om verdere besmetting te voorkomen.
- Omdat de besmetting al heeft plaatsgevonden op het moment dat de ziekte zich openbaart is het moeilijk om preventieve maatregelen te nemen (doch zie hieronder in geval van zwangerschap).
- Zorgen voor schone handen.
- Tegen de jeuk kan mentholgel gebruikt worden.

## Zwangerschap
- Voor zwangeren die de ziekte nog niet doorgemaakt hebben (dus nog geen antistoffen tegen het parvovirus hebben) kan de ziekte voor de foetus fataal zijn. In het eerste trimester bestaat een verhoogde kans op een miskraam. Bij infecties van de foetus later in de zwangerschap kan zeer ernstige foetale bloedarmoede ontstaan (door remming van de bloedaanmaak) met groot risico op overlijden van het kind. Behandeling is mogelijk door het toedienen van een intra-uteriene transfusie.
- Bij vermoeden op infectie tijdens de zwangerschap kan in het moederlijke bloed gecontroleerd worden of al immuniteit bestond of dat sprake is van een recente infectie. In het laatste geval bestaat een indicatie om tot acht weken na begin van de infectie wekelijks echoscopisch onderzoek te doen gericht op kenmerken van foetale bloedarmoede. Bij vermoeden hierop vindt meestal direct verwijzing naar de afdeling verloskunde (prenatale diagnostiek en foetale behandeling) van een academisch ziekenhuis.

## Volwassenen
Zoals boven beschreven kan de vijfde ziekte ook bij volwassenen voorkomen. De ziekte leidt vooral tot gewrichtsklachten en kan enkele weken tot zelfs jaren aanhouden.

## Naam
De ziekte dankt haar naam aan de volgorde waarin men vroeger de vlekjesziekten beschreef: 1. mazelen, 2. roodvonk, 3. rodehond,  4. ziekte van Filatov-Dukes (dit bleek later een variant van rodehond te zijn), 5. erythema infectiosum (vijfde ziekte) en 6. exanthema subitum (zesde ziekte).